# Zac Efron
Zachary David Alexander "Zac" Efron (San Luis Obispo, 18 de outubro de 1987) é um ator, cantor, dublador e produtor executivo norte-americano. Tornou-se conhecido por protagonizar a franquia High School Musical (2006-2008), o musical Hairspray (2007) e o filme 17 outra vez (2009). Também fez parte do elenco de Vizinhos (2014), e protagonizou o musical O Rei do Show (2017), dentre diversos outros trabalhos.

## Biografia
Zac Efron nasceu no dia 18 de outubro de 1987. Filho de David Efron, engenheiro elétrico, e, Starla Baskett, assistente administrativa (ambos funcionários na Diablo Canyon Power Plant), cresceu em Arroyo Grande, Califórnia. Zac possui um irmão mais novo, Dylan, e uma meia-irmã paterna mais nova, chamada Olivia. Pertencente a uma família classe média, seu sobrenome é originário do hebraico. Zac, embora tenha sido criado de forma agnóstica, se diz judeu assim como seu avô paterno.
Durante a época de escola, ele conta que era do tipo que "enlouqueceria" se tirasse um "B" e não um "A", além de ser o palhaço da turma. Foi nesse período ainda que começou a trabalhar no teatro The Great American Melodrama & Vaudeville, onde também iniciou aulas de canto. Zac então participou de peças como: Gypsy, Peter Pan, The Little Shop of Horrors e The Music Man.

### Vida pessoal
Efron esteve na lista Forbes Celebrity 100 em 2008 no posição 92, com ganhos estimados de $5,8 milhões de dólares de junho de 2007 a junho de 2008. Em abril de 2009, sua fortuna pessoal era de cerca de US$10 milhões de dólares. Já em maio de 2015, o patrimônio líquido de Efron era de $18 milhões de dólares.
A revista People informou em 2007 que Efron e Vanessa Hudgens começaram a namorar em 2005, durante as filmagens de High School Musical. O relacionamento chegou ao fim por volta de dezembro de 2010. Efron iniciou um relacionamento com a modelo e empresária Sami Miró em setembro de 2014. O casal se separou em abril de 2016.
Em março de 2014, Efron se envolveu em uma briga com um sem-teto em Skid Row. Os agentes da lei não efetuaram nenhuma prisão porque consideraram isso como combate mútuo.
Efron mudou-se para a Austrália depois de vender sua casa em Los Angeles, no início de 2021, e comprou uma propriedade em Byron Bay, enquanto trabalhava em vários projetos lá.

### Problemas de saúde
Efron procurou tratamento no início de 2013 depois de lutar contra o alcoolismo e o abuso de substâncias. Ele está sóbrio desde junho de 2013. Em novembro de 2013, Efron teve que fechar a mandíbula com arame depois de quebrá-la em uma queda em casa. Ele revelou, em 2022, que quase morreu durante o incidente.
Em dezembro de 2019, Efron contraiu uma doença grave e potencialmente fatal, uma "forma de febre tifoide ou infecção bacteriana semelhante", enquanto filmava sua série de aventura Killing Zac Efron em Papua-Nova Guiné. Ele foi levado para o St Andrews War Memorial Hospital em Brisbane, Austrália, e foi tratado antes de voltar para casa em 25 de dezembro. Ele se recuperou bem.
Efron foi vegano por dois anos até 2022, quando começou o jejum intermitente, e reintroduziu a carne em sua dieta após passar por uma série de testes de sensibilidade alimentar.
Em 2022, Efron se abriu sobre suas lutas contra doenças mentais, incluindo insônia, agorafobia e depressão. Ele desenvolveu insônia e depressão após tomar diuréticos por um longo período para se preparar para seu papel em Baywatch.

## Carreira
Por sua performance atuando, Zac foi então recomendado a um agente em Los Angeles, por sua professora de teatro Robyn Metchik, mãe do ator Aaron Michael Metchik. Mais tarde, ele assinou contrato com a Creative Artists Agency. Efron começou então, no início dos anos 2000, a atuar como convidado em várias séries de televisão, incluindo Firefly, ER e The Guardian. Em 2004, começou a aparecer como personagem recorrente na primeira temporada da série Summerland da WB. Na segunda temporada do programa, que foi ao ar em 2005, ele foi promovido ao elenco principal. Zac também apareceu em alguns filmes, incluindo Miracle Run (2004), pelo qual recebeu uma indicação ao Young Artist Award por sua atuação como um dos dois gêmeos autistas.

### 2002–2009: Início da carreira eHigh School Musical

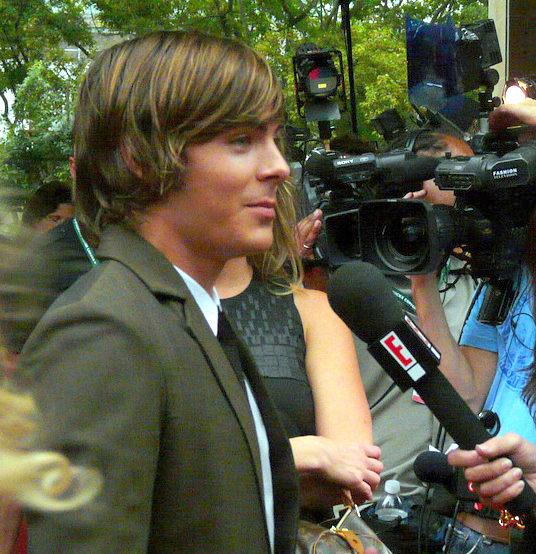
Efron dando entrevista em 2006

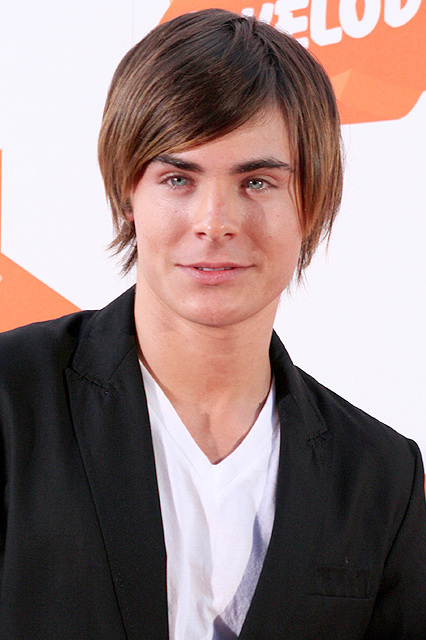
Efron durante o Nickelodeon Awards em 2007

Em 2006, se formou na Arroyo Grande High School e em seguida foi aceito na Universidade do Sul da Califórnia, mas não se matriculou. Ele passou a frequentar o Pacific Conservatory of the Performing Ats, uma companhia de teatro na Allan Hancock College, uma faculdade comunitária em Santa Maria, Califórnia, onde já havia se apresentado em 2000 e 2001. No mesmo ano, ocorreu o ponto de virada de sua carreira: o filme musical adolescente High School Musical (2006) do Disney Channel, que Zac protagonizou em janeiro de 2006. No filme, descrito como uma adaptação moderna de Romeu e Julieta, interpretava o protagonista masculino Troy Bolton, um jogador de basquete do ensino médio que se sente em conflito quando se interessa em participar do musical da escola com Gabriella Montez (interpretada por Vanessa Hudgens), uma garota da equipe de decatlo acadêmico. O filme se tornou um grande sucesso e ajudou Efron a ganhar reconhecimento entre o público adolescente. A trilha sonora do filme foi certificada como platina quádrupla pela RIAA, e foi um dos álbuns mais vendidos do ano nos Estados Unidos. As gravações de Efron das canções do filme não foram incluídas na versão final, e a maioria de suas partes foram cantadas por Drew Seeley. Porém, nas duas sequências do filme, em 2007 e 2008, Efron foi quem cantou as músicas. O terceiro e último filme da franquia foi o único a ser lançado nos cinemas, se tornando um grande sucesso de bilheteria.
Depois de seu sucesso em High School Musical, Efron atuou como Link Larkin no filme de comédia musical Hairspray (2007), baseado no musical da Broadway de 2002, com o mesmo nome. O filme se tornou um grande sucesso comercial e de crítica após seu lançamento em julho de 2007. Também esteve na comédia de sucesso comercial 17 Outra Vez (2009), que ficou em 1° lugar nas bilheterias americanas, arrecadando no fim de semana de estreia, mais de 20 milhões de dólares. No total, o longa-metragem arrecadou mais de $64 milhões nos EUA.

### 2009–presente: Outros trabalhos
O próximo lançamento de Efron foi o drama de época de Richard Linklater, Me and Orson Welles, que estreou no Toronto International Film Festival em setembro de 2008 e recebeu um amplo lançamento no final de 2009. O filme recebeu críticas em sua maioria positivas dos críticos. Ele então protagonizou o drama romântico sobrenatural Charlie St. Cloud (2010), que se tornou um sucesso moderado de bilheteria, apesar de receber notas negativas dos críticos.

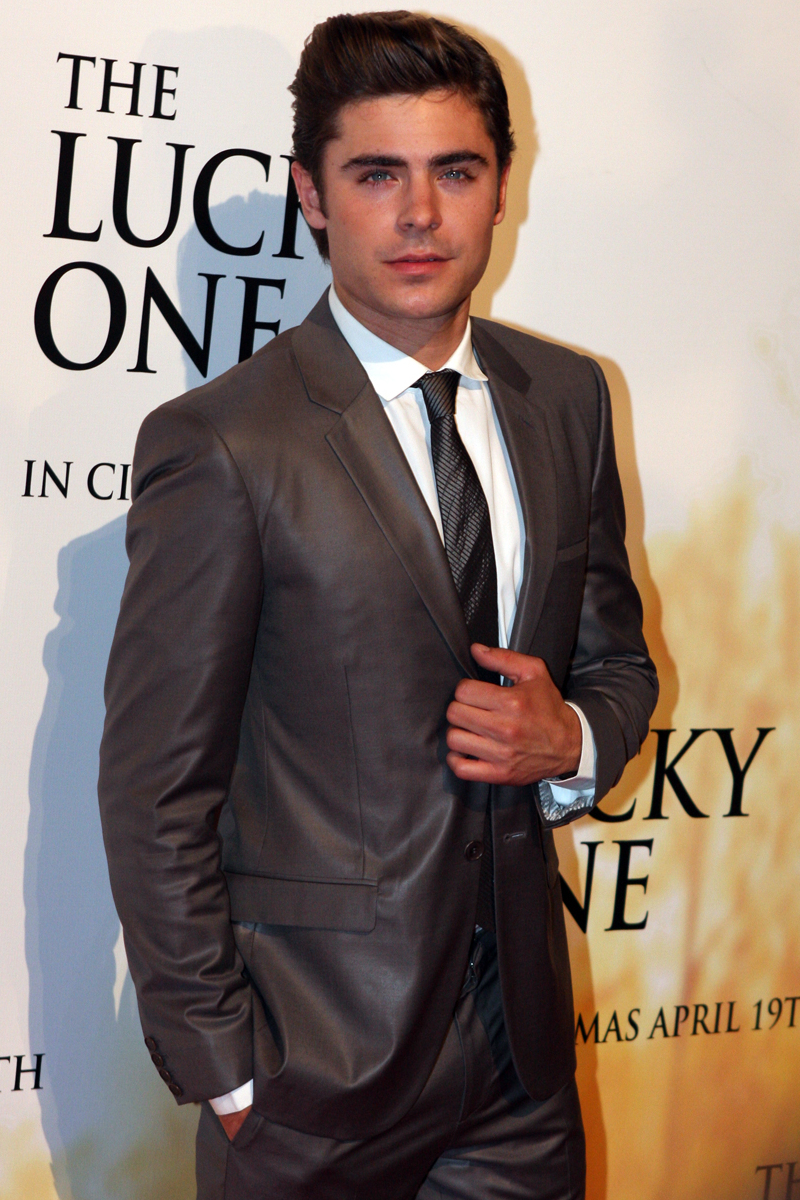
Efron durante uma premiere em 2012

Efron apareceu como parte do grande elenco em New Year's Eve de Garry Marshall (2011), que retrata uma série de histórias de vários romances. O filme recebeu críticas quase unanimemente negativas, mas se tornou um grande sucesso de bilheteria. Ele também desempenhou um papel coadjuvante no Liberal Arts (2012), de sucesso, que estreou no Festival de Cinema de Sundance em janeiro de 2012 e recebeu um lançamento limitado no final daquele ano. Ele também estrelou The Paperboy (2012), que estreou no Festival de Cinema de Cannes em maio de 2012 e teve um lançamento mais amplo no final daquele ano.
Depois de emprestar sua voz ao filme de animação The Lorax (2012), ele apareceu como o protagonista masculino no drama romântico The Lucky One (2012), baseado no romance de mesmo nome de Nicholas Sparks. O filme se tornou um grande sucesso de bilheteria, apesar de críticas negativas. Ele também estrelou o drama At Any Price, que estreou no Festival Internacional de Cinema de Veneza de 2012, e o drama histórico Parkland, que estreou no Festival Internacional de Cinema de Veneza de 2013. Ambos os filmes receberam críticas mistas.
Em 2014, Efron atuou na comédia romântica That Awkward Moment, da qual ele também foi produtor executivo. O filme tornou-se um sucesso comercial moderado. Mais tarde, Efron esteve na comédia adulta Neighbours (2014). O filme gira em torno de um jovem casal (interpretado por Seth Rogen e Rose Byrne) que luta para criar sua filha bebê enquanto mora ao lado de uma fraternidade universitária liderada por Efron. O filme se tornou um grande sucesso comercial e recebeu críticas positivas, que apontavam que Efron havia se livrado de sua imagem de "menino bonito da Disney".
Em 2015, o único lançamento de Efron foi o sucesso moderado We Are Your Friends (2015), no qual ele interpretou um DJ em dificuldades. Em janeiro de 2016, estrelou com Robert De Niro a comédia adulta Dirty Grandpa, sobre um jovem puritano que relutantemente se entrega à personalidade desequilibrada de seu avô, levando-o de férias para a Flórida. O filme recebeu principalmente críticas negativas por seu humor grosseiro, mas se tornou um sucesso comercial após seu lançamento. Posteriormente, ele estrelou a sequência de comédia Neighbours 2: Sorority Rising, que se tornou um sucesso comercial e de crítica após seu lançamento em maio de 2016. Sua terceira comédia de 2016, lançada em julho, foi Mike and Dave Need Wedding Dates.

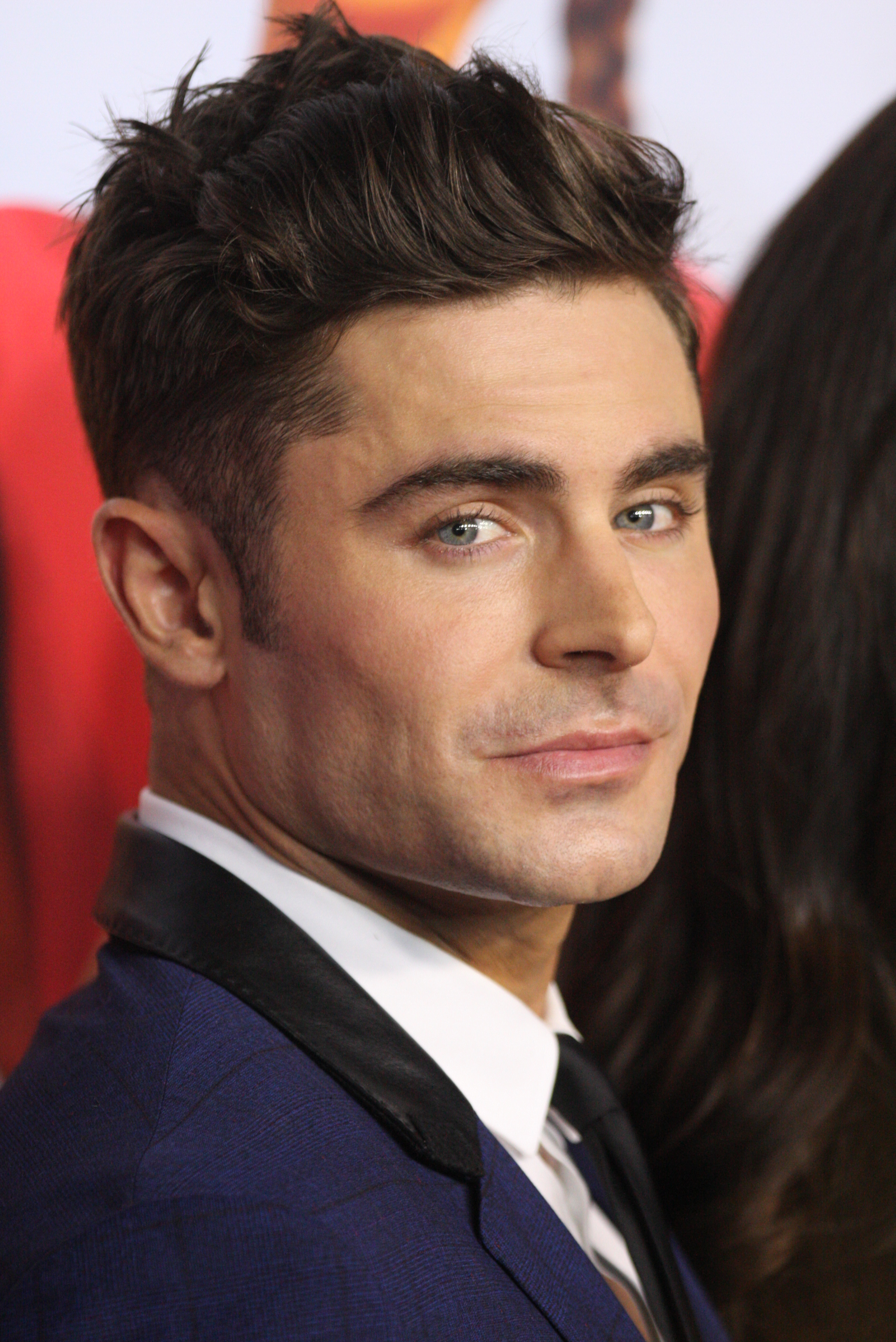
Efron durante premiere em 2017

Em 2017, Efron estrelou ao lado de Dwayne Johnson em Baywatch, uma versão cinematográfica de comédia de ação da série de televisão de mesmo nome, lançada em maio. Ainda em 2017, Efron teve um papel coadjuvante em dois filmes biográficos lançados em dezembro, The Disaster Artist, uma comédia-drama dirigida e estrelada por James Franco, e, como Phillip, no musical The Greatest Showman ao lado da atriz Zendaya. Ambos os filmes foram indicados ao Globo de Ouro de Melhor Filme - Musical ou Comédia.
Em 2019, Efron interpretou um libertino viciado em drogas no filme de Harmony Korine, The Beach Bum. Ele também estrelou como o serial killer Ted Bundy em Extremely Wicked, Shockingly Evil and Vile, ao lado de Lily Collins como namorada de Bundy. O filme estreou no Sundance no início de 2019 e foi lançado pela Netflix em 3 de maio.
Em 2020, Efron dublou Fred Jones no filme de animação de Scooby-Doo, Scoob! Em 2021, ele ganhou o prêmio Daytime Emmy de Melhor Apresentador de Programa Diurno para a série de documentários da Netflix Down to Earth with Zac Efron.
Em 2022, ele estrelou o filme Gold, dirigido por Anthony Hayes, e encabeçou o filme de terror Firestarter, um remake do filme de 1984 baseado no romance de mesmo nome de Stephen King, dirigido por Keith Thomas. Também naquele ano, ele estrelou a comédia ambientada na Guerra do Vietnã de Peter Farrelly, The Greatest Beer Run Ever, que recebeu críticas mistas.
Em 2023, Zac estrelou como Kevin Von Erich no filme The Iron Claw (Garra de Ferro), dirigido por Sean Durkin, sobre a família de lutadores Von Erich.

## Filmografia

### Filme
| Ano  | Título                                              | Papel                                             |
| ---- | --------------------------------------------------- | ------------------------------------------------- |
| 2003 | The Big Wide World of Carl Laemke                   | Peter Laemke                                      |
| 2003 | Melinda's World                                     | Stuart Wasser                                     |
| 2004 | Missão Especial                                     | Stephen Morgan                                    |
| 2005 | Alma de Campeão                                     | Patrick McCardle                                  |
| 2006 | High School Musical                                 | Troy Bolton                                       |
| 2007 | Hairspray - Em Busca da Fama                        | Link Larkin                                       |
| 2007 | High School Musical 2                               | Troy Bolton                                       |
| 2008 | Eu e Orson Welles                                   | Richard Samuels                                   |
| 2008 | High School Musical 3: Ano da Formatura             | Troy Bolton                                       |
| 2009 | 17 Outra Vez                                        | Mike O'Donnel                                     |
| 2010 | A Morte e Vida de Charlie                           | Charlie St. Cloud                                 |
| 2011 | Noite de Ano Novo                                   | Paul                                              |
| 2012 | Lorax                                               | Ted (voz)                                         |
| 2012 | Histórias De Amor                                   | Nat                                               |
| 2012 | Um Homem de Sorte                                   | Logan Thibault                                    |
| 2012 | Obsessão                                            | Jack Jansen                                       |
| 2012 | A Qualquer Preço                                    | Dean Whipple                                      |
| 2013 | JFK, a História Não Contada                         | Dr. Charles 'Jim' Carrico                         |
| 2014 | Namoro ou Liberdade                                 | Jason                                             |
| 2014 | Vizinhos                                            | Teddy Sanders                                     |
| 2015 | Música, Amigos e Festa                              | Cole Carter                                       |
| 2016 | Tirando o Atraso                                    | Jason Kelly                                       |
| 2016 | Os Caça-Noivas                                      | Dave Stangle                                      |
| 2016 | Vizinhos 2                                          | Teddy Sanders                                     |
| 2017 | Baywatch: S.O.S. Malibu                             | Matt Brody                                        |
| 2017 | O Rei do Show                                       | Phillip Carlyle                                   |
| 2017 | Artista do Desastre                                 | Dan Janjigian                                     |
| 2018 | The Beach Bum                                       | Flicker                                           |
| 2018 | Extremamente Perverso, Escandalosamente Cruel e Vil | Ted Bundy                                         |
| 2020 | Scoob!                                              | Fred Jones (voz)                                  |
| 2021 | Save Ralph                                          | Um dos coelhos “curta-metragem em animação” (voz) |
| 2022 | Deserto do Ouro                                     | Virgil                                            |
| 2022 | Chamas da Vingança                                  | Andy McGee                                        |
| 2023 | Um Brinde à Amizade                                 | John Donohue                                      |
| 2023 | The Iron Claw                                       | Kevin Von Erich                                   |
| 2024 | A Family Affair                                     | Chris Cole                                        |

### Séries
| Ano     | Título                      | Papel                | Notas                      |
| ------- | --------------------------- | -------------------- | -------------------------- |
| 2002    | Firefly                     | Isabelly DarkyWolner |                            |
| 2003    | The Guardian                | Luke Tomello         | Episódio: Without Consent  |
| 2003    | ER                          | Bobby Neville        | Episódio: Dear Abby        |
| 2005    | Summerland                  | Cameron Bale         |                            |
| 2005    | CSI: Miami                  | Seth Dawson          | Episódio: Sex & Taxes      |
| 2005    | The Replacements            | Davey Hunkerhoff     | Episódio: Davey Hunkerhoff |
| 2006    | Zack & Cody: Gêmeos em Ação | Trevor               | Episódio: Odd Couples      |
| 2006    | NCIS                        | Danny                | Episódio: Deception        |
| 2008-10 | Frango Robô                 | Billy Joel           |                            |
| 2009    | Saturday Night Live         | Apresentador         |                            |
| 2020    | Curta Essa com Zac Efron    | Apresentador         |                            |

## Discografia

### Trilhas sonoras
- 2007: Hairspray Soundtrack 2
- 2007: High School Musical 2 Soundtrack
- 2008: High School Musical 3: Senior Year Soundtrack
- 2017: The Greatest Showman: Original Motion Picture Soundtrack

### Canções nos charts
| Ano                              | Single                                                           | Posição | Posição | Posição       | Posição | Posição | Posição | Álbum                              |
| Ano                              | Single                                                           | EUA     | EUA Pop | Digital Songs | RU      | AUS     | SUI     | Álbum                              |
| -------------------------------- | ---------------------------------------------------------------- | ------- | ------- | ------------- | ------- | ------- | ------- | ---------------------------------- |
| 2006                             | "Start of Something New" (com Vanessa Hudgens e Drew Seeley)     | 28      | —       | —             | —       | —       | —       | High School Musical                |
| 2007                             | "Ladies Choice"                                                  | —       | —       | —             | 96      | —       |         | Hairspray                          |
| 2007                             | "What Time Is It?"                                               | 6       | 6       | 24            | 20      | 20      | —       | High School Musical 2              |
| 2007                             | "Bet on It"                                                      | 46      | 35      | 13            | 65      | —       | 89      | High School Musical 2              |
| 2007                             | "You Are The Music In Me" (com Vanessa Hudgens e Olesya Rulin)   | 31      | 28      | —             | 26      | 86      | 75      | High School Musical 2              |
| 2007                             | "You Are the Music In Me (Sharpay Version)" (com Ashley Tisdale) | 31      | 95      | 8             | 89      | —       | —       | High School Musical 2              |
| 2007                             | "Gotta Go My Own Way" (com Vanessa Hudgens)                      | 34      | 31      | 11            | 40      | —       | 59      | High School Musical 2              |
| 2007                             | "Everyday" (com Vanessa Hudgens)                                 | 65      | 46      | 21            | 55      | —       | 81      | High School Musical 2              |
| 2008                             | "Now or Never" (com o elenco de High School Musical 3)           | 68      | 41      | —             | 41      | 92      | 64      | High School Musical 3: Senior Year |
| 2008                             | "A Night to Remember" (com o elenco de High School Musical 3)    | 108     | —       | —             | 94      | 96      | —       | High School Musical 3: Senior Year |
| 2008                             | "Right Here, Right Now" (com Vanessa Hudgens)                    | 119     | —       | —             |         | —       | —       | High School Musical 3: Senior Year |
| 2008                             | "Can I Have This Dance" (com Vanessa Hudgens)                    | 98      | —       | 55            | 81      | 84      | 80      | High School Musical 3: Senior Year |
| 2008                             | "The Boys Are Back" (com Corbin Bleu)                            | 101     | —       | 61            | —       | 72      | —       | High School Musical 3: Senior Year |
| "—" não entrou na parada musical |                                                                  |         |         |               |         |         |         |                                    |